# Canada Open 2010
Die Canada Open 2010 im Badminton fanden in Richmond vom 13. bis 18. Juli 2010 statt.

## Austragungsort
- Richmond Olympic Oval

## Sieger und Platzierte
| Disziplin    | Gold                          | Silber                                     | Bronze                         |
| ------------ | ----------------------------- | ------------------------------------------ | ------------------------------ |
| Herreneinzel | Taufik Hidayat                | Brice Leverdez                             | Rune Ulsing                    |
| Herreneinzel | Taufik Hidayat                | Brice Leverdez                             | Dieter Domke                   |
| Dameneinzel  | Zhu Lin                       | Juliane Schenk                             | Kim Moon-hi                    |
| Dameneinzel  | Zhu Lin                       | Juliane Schenk                             | Judith Meulendijks             |
| Herrendoppel | Fang Chieh-min Lee Sheng-mu   | Hendri Kurniawan Saputra Chayut Triyachart | Howard Bach Tony Gunawan       |
| Herrendoppel | Fang Chieh-min Lee Sheng-mu   | Hendri Kurniawan Saputra Chayut Triyachart | Kim Gi-jung Shin Baek-cheol    |
| Damendoppel  | Cheng Wen-hsing Chien Yu-chin | Sandra Marinello Birgit Overzier           | Rie Eto Yu Wakita              |
| Damendoppel  | Cheng Wen-hsing Chien Yu-chin | Sandra Marinello Birgit Overzier           | Eom Hye-won Kim Ha-na          |
| Mixed        | Lee Sheng-mu Chien Yu-chin    | Chen Hung-ling Cheng Wen-hsing             | Shin Baek-cheol Yoo Hyun-young |
| Mixed        | Lee Sheng-mu Chien Yu-chin    | Chen Hung-ling Cheng Wen-hsing             | Flandy Limpele Britta Andersen |

## Finalergebnisse
| Disziplin    | Sieger                        | Finalist                                   | Ergebnis            |
| ------------ | ----------------------------- | ------------------------------------------ | ------------------- |
| Herreneinzel | Taufik Hidayat                | Brice Leverdez                             | 21–15, 21–11        |
| Dameneinzel  | Zhu Lin                       | Juliane Schenk                             | 21–19, 17–21, 21–10 |
| Herrendoppel | Fang Chieh-min Lee Sheng-mu   | Hendri Kurniawan Saputra Chayut Triyachart | 21–16, 21–16        |
| Damendoppel  | Cheng Wen-hsing Chien Yu-chin | Sandra Marinello Birgit Overzier           | 21–16, 18–21, 21–17 |
| Mixed        | Lee Sheng-mu Chien Yu-chin    | Chen Hung-ling Cheng Wen-hsing             | 21–16, 11–21, 21–15 |